# Hemiceras casiaclara
Hemiceras casiaclara är en fjärilsart som beskrevs av Paul Dognin 1924. Hemiceras casiaclara ingår i släktet Hemiceras och familjen tandspinnare. Inga underarter finns listade i Catalogue of Life.